# 兴隆镇 (渝北区)
兴隆镇，是中华人民共和国重庆市渝北区下辖的一个乡镇级行政单位。

## 行政区划
兴隆镇下辖以下地区：
街道社区、永庆社区、新寨村、徐堡村、小五村、牛皇村、杜家村、南天门村、黄葛村、广佛村、龙寨村、永庆村、永兴村、发扬村、天堡寨村、保胜寺村和龙平村。